# 孟连崖豆
孟连崖豆（学名：Millettia griffithii）是豆科崖豆藤属的植物，是中国的特有植物。分布于缅甸以及中国大陆的云南等地，多生长于山坡疏林或村边旷野，目前尚未由人工引种栽培。